# String-Bücherregalsystem

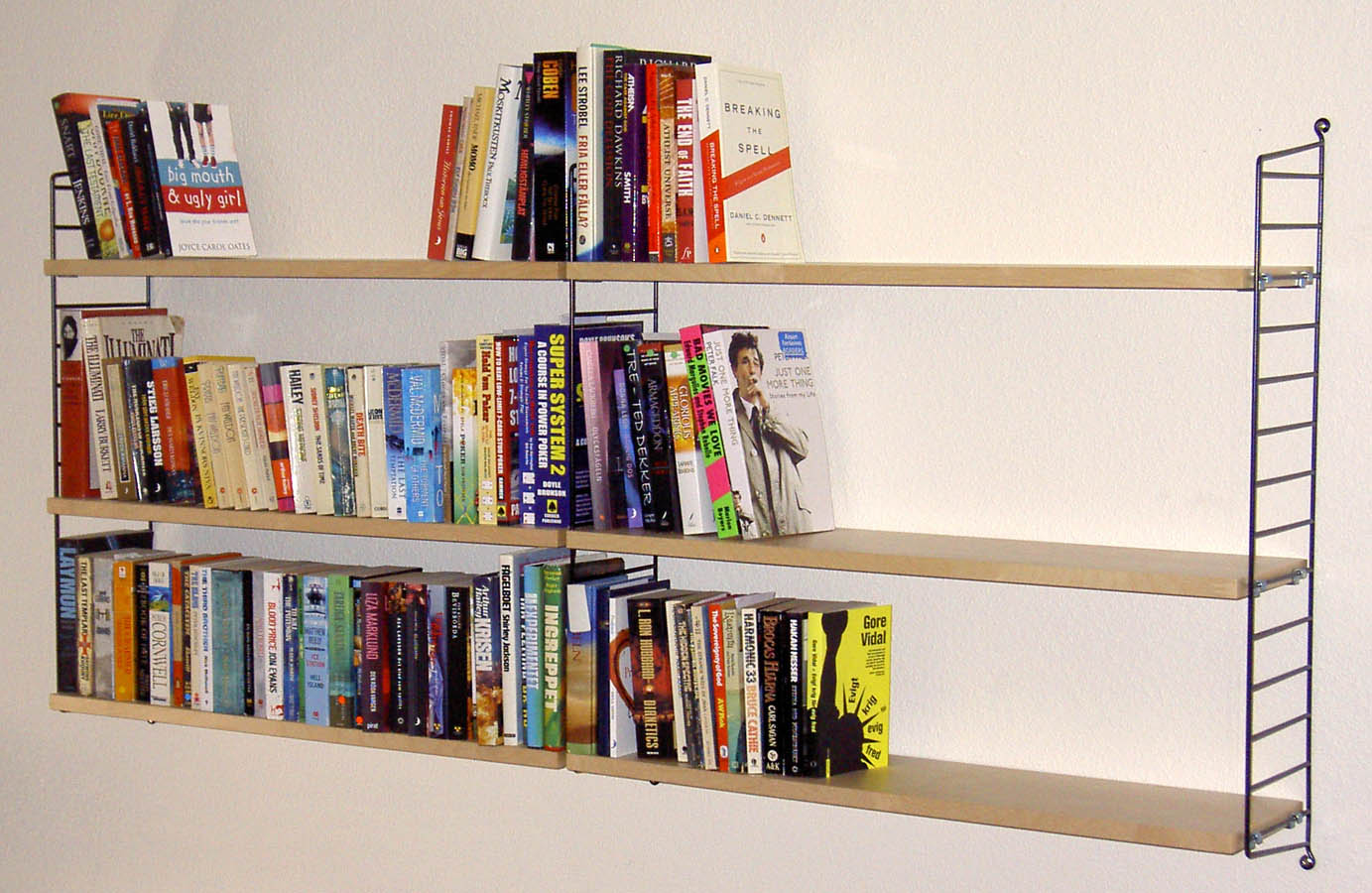
String-Regal

Das String-Regal oder String-Bücherregalsystem wurde von Nisse Strinning und seiner Frau Kajsa Strinning 1949 entworfen. Es besteht aus furnierten Regalbrettern und kunststoffbeschichteten Drahtleitern, in die die Regalböden eingehängt werden. Zusätzlich zu den Bücherborden gab es geschlossene kleine Schrankelemente mit Schiebetüren oder Schubladen, und aus dem reinen Wandregal wurden auch Standregalsysteme in individuell zusammenstellbaren Ausmaßen entwickelt.
1949 initiierte der Bonnier-Verlag einen Wettbewerb, bei dem er ein erweiterbares Bücherregal für seine Buchreihe Bonniers Folkbibliotek suchte. Nisse und Kajsa Strinning reichten ihren Vorschlag ein, der eine Art Weiterentwicklung des etwas älteren Abtropfbretts Elfa von Nisse Strinning war. Das Regal, das als String bekannt wurde, gewann den Wettbewerb. Danach wurde es 1955 auf der Ausstellung H55 in Helsingborg ausgestellt. Das Regal wurde ein weit verbreiteter Alltagsgegenstand in den 1960er Jahren, der auch in Deutschland vertrieben wurde.
Aktuell wird das Regalsystem weiter gefertigt und auch in Deutschland vertrieben.